# Sukhwinder Singh
Sukhwinder Singh (Amritsar, 18 luglio 1968) è un cantante indiano.

## Carriera
Il suo primo successo è rappresentato dal brano Chaiyya Chaiyya, registrato per il film del 1998 Dil Se, su musica di A.R. Rahman e cantata in duetto con Sapna Awasthi. Grazie alla sua performance, Singh vinse il Filmfare Best Male Playback Award nel 1999. La canzone fu utilizzata anche nel film Inside Man di Spike Lee.
Nel 2008, il brano Jai Ho, sempre composto da Rahman, coadiuvato da Gulzar, ed inserito nel film di Danny Boyle The Millionaire, gli ha valso un Oscar per la migliore canzone.

## Discografia
- Anarkali Disco Chali (2012)